# Лајмстоун (Оклахома)
Лајмстоун (енгл. Limestone) насељено је место без административног статуса у америчкој савезној држави Оклахома.

## Демографија
По попису из 2010. године број становника је 629, што је 116 (-15,6%) становника мање него 2000. године.
| Група             | 2000.       | 2010.       |
| Белци             | 632 (84,8%) | 475 (75,5%) |
| Афроамериканци    | 0 (0,0%)    | 1 (0,2%)    |
| Азијати           | 4 (0,5%)    | 21 (3,3%)   |
| Хиспаноамериканци | 10 (1,3%)   | 6 (1,0%)    |
| Укупно            | 745         | 629         |